# Episodi di Black Butler (seconda stagione)
Questa voce riassume la seconda stagione della serie televisiva Black Butler, trasmessa tra il 2010 e il 2011. Accanto ai titoli italiani sono indicati i titoli originali.

## Episodi
Nella seconda serie, Kuro shitsuji II (黒執事II?), i titoli sono formati da una parola seguita da "maggiordomo" (執事?, Shitsuji) e i titoli del primo e dell'ultimo episodio sono entrambi Kuro shitsuji, ma per il primo episodio "kuro" è scritto in katakana (クロ?) ed è una traslitterazione dell'inglese claw, quindi il titolo significa "maggiordomo artiglio", mentre per l'ultimo episodio è scritto come nel titolo della serie, 黒, ed il titolo significa quindi "maggiordomo nero". Da notare inoltre che la sillaba che precede shitsuji è sempre "ro".
| Nº serie | Nº | Titolo italiano (traduzione letterale) Giapponese 「Kanji」 - Rōmaji | In onda           | In onda |
| Nº serie | Nº | Titolo italiano (traduzione letterale) Giapponese 「Kanji」 - Rōmaji | Giapponese        |         |
| 25       | 1  | Maggiordomo con gli artigli 「クロ執事」 - Kuro shitsuji             | 1º luglio 2010    |         |
| 26       | 2  | Maggiordomo da solo 「単執事」 - Soroshitsuji                        | 8 luglio 2010     |         |
| 27       | 3  | Maggiordomo prostituto 「女郎執事」 - Meroshitsuji                   | 15 luglio 2010    |         |
| 28       | 4  | Maggiordomo terrorista 「テロ執事」 - Teroshitsuji                   | 22 luglio 2010    |         |
| 29       | 5  | Maggiordomo faro 「狼煙執事」 - Noroshitsuji                         | 29 luglio 2010    |         |
| 30       | 6  | Maggiordomo della rugiada della sera 「夜露執事」 - Yoroshitsuji     | 5 agosto 2010     |         |
| 31       | 7  | Maggiordomo assassino 「殺執事」 - Koroshitsuji                      | 12 agosto 2010    |         |
| 32       | 8  | Maggiordomo che si esprime 「吐露執事」 - Toroshitsuji               | 19 agosto 2010    |         |
| 33       | 9  | Maggiordomo vuoto 「虚執事」 - Uroshitsuji                           | 26 agosto 2010    |         |
| 34       | 10 | Maggiordomo zero 「零執事」 - Zeroshitsuji                           | 2 settembre 2010  |         |
| 35       | 11 | Maggiordomo al bivio 「岐路執事」 - Kiroshitsuji                     | 9 settembre 2010  |         |
| 36       | 12 | Maggiordomo nero 「黒執事」 - Kuro shitsuji                          | 16 settembre 2010 |         |

## DVD e OAV
La serie è stata pubblicata in Giappone in nove DVD da Aniplex. Alcuni dei DVD contengono anche un episodio non trasmesso in televisione (OAV), per un totale di sei nuovi episodi.
| N° | Episodi | OAV | Data di pubblicazione |
| -- | ------- | --- | --------------------- |
| 1  | 1-2     | nessuno | 22 settembre 2010     |
| 2  | 3       | Ciel in Wonderland (zenpen) (シエル・イン・ワンダーランド（前編）?, Shieru in wandārando (zenpen), lett. "Ciel nel paese delle meraviglie (prima parte)") | 27 ottobre 2010       |
| 3  | 4       | Phantomhive ie e yōkoso (ファントムハイヴ家へようこそ?, Fantomuhaivu ie e yōkoso, lett. "Benvenuti a casa Phantomhive")                                   | 24 novembre 2010      |
| 4  | 5-6     | nessuno | 22 dicembre 2010      |
| 5  | 7       | MAKING OF KUROSHITSUJIⅡ | 26 gennaio 2011       |
| 6  | 8       | Ciel in Wonderland (kōhen) (シエル・イン・ワンダーランド（後編）?, Shieru in wandārando (kōhen), lett. "Ciel nel paese delle meraviglie (seconda parte)") | 23 febbraio 2011      |
| 7  | 9-10    | nessuno | 23 marzo 2011         |
| 8  | 11      | Shinigami Will no monogatari (死神ウィルの物語?, Shinigami Wiru no monogatari, lett. "La storia di Will lo shinigami")                                    | 27 aprile 2011        |
| 9  | 12      | Kumo no ito (蜘蛛の意図? lett. "L'intenzione del ragno")                                                                                                  | 25 maggio 2011        |